# Feldscher

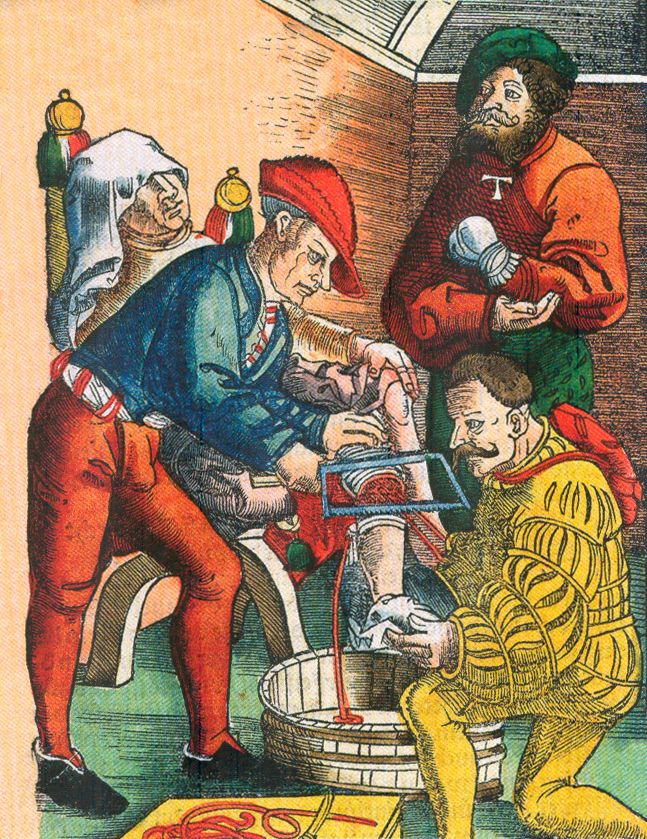
Feldscher (1540)

Der Feldscher (Mehrzahl: Feldschere) ist ein Heilkundiger, der früher Verwundungen von Soldaten chirurgisch versorgte. Ab dem 18. Jahrhundert durchlief er teilweise eine akademische Ausbildung. Die Bezeichnung entstand im 14. Jahrhundert in der Schweiz, ursprünglich in der Form Feldscherer, zu mittelhochdeutsch schërn („abschneiden, schneiden, scheren“) und abgeleitet von „Scherer“ (Bezeichnung für den handwerklich tätigen zünftigen Chirurgen), und bezeichnete bei Hans Sachs 1555 den Heereswundarzt.
Heute findet sich der Beruf des Feldschers nur noch in Osteuropa, darunter in Russland und der Ukraine.

## Historisches

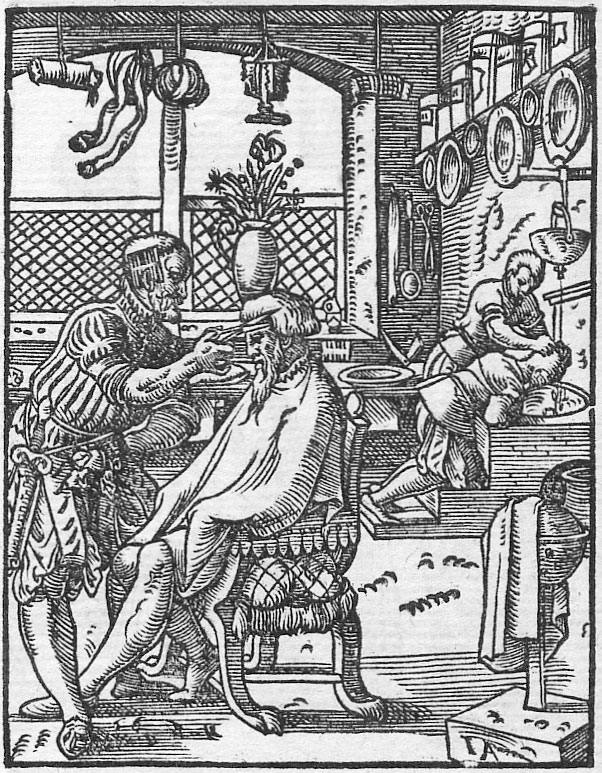
Ein Feldscherer (lateinisch Tonsor imperatorius) beim Haareschneiden. Holzschnitt von Jost Amman im Ständebuch von Hartmann Schopper (1568).

Der Feldscher, Feldchirurg oder Wundarzt ist vom akademisch gebildeten Medicus, der sein Wissen an Universitäten erwarb, zu unterscheiden. Der Feldscher erlangte seine Kenntnisse in der Heilkunde über die Ausbildung bei halbprofessionellen Laien: dem (Bart-)Scherer, Barbier, Bader, dem Hufschmied und, selten, dem sozial geächteten Scharfrichter (der seine anatomischen Kenntnisse etwa an der Folterbank erlangte). Ihr Wissen erlangten sie als Lehrlinge und gaben es wiederum an solche weiter.
Erstmals in eine Militärorganisation fest eingebunden waren Feldschere bei den Landsknechten. Hier versorgte je einer pro Kompanie mit seinen Gehilfen Kranke und Verwundete. Die wesentlichen medizinischen Aufgaben waren Aderlass und Schröpfen, das Ausbrennen von Wunden mit einem Glüheisen, das Herausziehen von Kugeln, das Einrenken von Gliedmaßen und das Amputieren. Der Feldscher erhielt doppelten Sold, dazu von Erkrankten ein Extrageld, wenn die Verletzung bzw. Erkrankung „außerhalb des Dienstes“ erworben war.

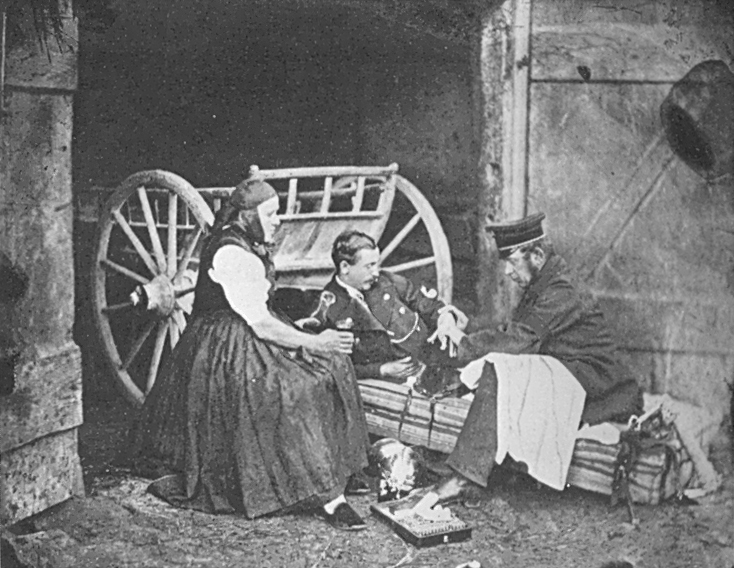
Deutscher Feldscher während des Deutsch-Französischen Krieges (1870)

Mittelalterliche und frühneuzeitliche Fachbücher für Feldschere und Wundärzte, welche die Behandlung von Verletzungen durch verschiedene Waffengattungen behandeln, erhielten (z. B. von Hans von Gersdorff) die Bezeichnung Feldbuch.
Noch in einem 1774 erschienenen Lehrbuch für Wundärzte heißt es: „Unsere Wundärzte werden leider größtenteils beim Barbierbecken gebildet. Drei Jahre stehen sie bei den Barbieren und Badern in der Lehre. Nach Verlauf dieser Zeit werden sie Gesellen und haben weiter nichts gelernt, als den Bart putzen, Pflaster streichen und Aderlassen […] Viele können nicht einmal lesen.“
Seit dem frühen 18. Jahrhundert wurden Regimentsfeldschere zuvor an chirurgischen Lehranstalten akademisch ausgebildet. Damit verbesserte sich ihr Ansehen erheblich. In den meisten Armeen erhielten sie seit Mitte des 18. Jahrhunderts Offiziersrang, die Begriffe Regimentschirurgus und Regimentsmedicus wurden inzwischen häufig fälschlich synonym verwendet. Ihnen weiterhin untergeben waren die nicht-akademisch gebildeten Kompaniefeldschere (nun etwa Sergeanten oder Feldwebeln gleichrangig) und deren Gehilfen.
Mit der Vereinheitlichung der medizinischen Ausbildung Mitte des 19. Jahrhunderts endete deren bisherige Zweiteilung. Der moderne, umfassend gebildete Militärarzt löste den althergebrachten Medicus und Feldscher bzw. Feldarzt und Feldchirurgen ab.

## 20. und 21. Jahrhundert

### Ehemalige Sowjetunion
In den russischen Streitkräften sowie ukrainischen Streitkräften gibt es den Feldscher (Фельдшер) noch heute.
In der Sowjetunion und im heutigen Russland war und ist der Feldscher auch im zivilen Bereich als medizinische Hilfskraft tätig, welche selbstständig Sprechstunden abhält – vorzugsweise in ländlichen Gebieten. Durch die Fähigkeit, selbstständig medizinische Versorgung zu bieten, entlasten Feldscher das Gesundheitssystem und stellen sicher, dass auch in abgelegenen Gebieten eine Grundversorgung gewährleistet ist.
Die Feldschere wurden und werden in Fachschulen ausgebildet. Sie absolvieren dort eine spezialisierte medizinische Ausbildung, die in der Regel kürzer als ein Medizinstudium ist, aber umfangreicher als eine pflegerische Ausbildung. Die Ausbildung dauert oft etwa 3 bis 4 Jahre und umfasst eine Kombination aus theoretischen und praktischen medizinischen Kenntnissen. Ein Haupteinsatzgebiet ist die medizinische Prophylaxe (Hygiene) und die medizinische Grundversorgung.
Weitere Länder, welche die Position des Feldschers übernommen haben, sind Bulgarien, Kasachstan, Usbekistan, Kirgisistan, Belarus, Georgien, Armenien, Mongolei sowie Aserbaidschan.

### Polen
In Polen gibt es eine historische Tradition des Feldschers (polnisch felczer), die jedoch heute weitgehend durch den Beruf des „Ratownicz Medyczny“ (Rettungssanitäter) ersetzt wurde.
Früher übernahmen Feldschere in Polen medizinische Grundversorgung und Notfallmedizin, während heute spezialisierte Rettungssanitäter und Krankenschwestern diese Aufgaben im ländlichen Bereich übernehmen.

### Finnland
In Finnland existiert der Beruf der Sairaanhoitaja (Krankenschwester) mit einer zusätzlichen Qualifikation für die ländliche Versorgung.
Diese Fachkräfte übernehmen grundlegende medizinische Diagnosen und Behandlungen und arbeiten oft eigenständig, wenn kein Arzt vor Ort ist.

### Bulgarien
Ganz ähnlich wie in Russland leitet ein Feldscher in Bulgarien eigenständig kleine Landambulatorien in Orten unter 4000 Einwohner. Dem Feldscher unterstehen dabei die Krankenschwestern. Die Ausbildungszeit, Ansehen und Bezahlung liegen in etwa zwischen Krankenschwester und Arzt.
Der Beruf des Feldschers hat in Bulgarien eine über 140-jährige Geschichte.

### DDR
In der DDR wurden noch bis 1989 Arzthelfer für befreundete Entwicklungsländer ausgebildet (afrikanische Staaten, Afghanistan). Da in den Entwicklungsländern ein extremer und akuter Mangel an Ärzten herrschte, konnte so die Deckung einer gewissen medizinischen Grundversorgung sichergestellt werden. Die Ausbildung dieser Helfer war wesentlich billiger als die von Ärzten.
In der Nationalen Volksarmee der DDR zählten Feldschere zum Personal des Medizinischen Dienstes. Dort rangierten sie zwischen den Militärärzten und Krankenschwestern bzw. Sanitätsunteroffizieren. Sie wurden bis 1967 an den Offiziersschulen für Rückwärtige Dienste in Erfurt, ab 1963 in Zittau, drei Jahre ausgebildet (Medizinische Fachschulausbildung). Teile der Ausbildung (Sektion) fanden an der Medizinischen Akademie Erfurt statt.
In jedem Bataillon der NVA gab es bis 1990 einen Sanitätszug, dessen Leiter ein Feldscher mit der Planstelle Hauptmann war. Sein medizinisches Fachwissen umfasste die EVH (Erste Vorärztliche Hilfe), die Behandlung des traumatischen Schocks; weiterhin die Ausbildung des unteren Sanitätspersonals und die Erste-Hilfe-Ausbildung der Offiziere, Unteroffiziere und Soldaten. Er organisierte in den unteren Ebenen der Armee (Zug, Kompanie, Bataillon) den Abtransport der Verwundeten vom Gefechtsfeld.
Nach entsprechenden Lehrgängen für Impfärzte erhielt der Feldscher die Impfberechtigung für Pocken, Typhus, Influenza, Tetanus. Einen Monat im Kalenderjahr arbeitete der Feldscher im Krankenhaus oder im Lazarett zur persönlichen Weiterbildung. Dort wurde er auch als Assistent bei chirurgischen Eingriffen eingesetzt. Es gab Feldschere, die selbstständig eine Hauptstation leiteten.
Ab 1967 wurden die Feldschere nach sowjetischem Muster ausgebildet. Ihre Ausbildungszeit betrug jetzt nur ein Jahr, sie wurden danach zum Fähnrich ernannt.

## Anerkennung
Bei der Übersiedlung aus Osteuropa nach Westeuropa gibt es keine der Ausbildung entsprechende Berufsklasse. Eine zukünftige Berufsausbildung fällt dann in eine niedrigere Klasse.

„Die Inhaber eines bulgarischen Befähigungsnachweises für den Beruf des ‚фелдшер‘ (buchstäblich aus dem Deutschen: ‚Feldscher‘) haben keinen Anspruch darauf, dass ihr beruflicher Befähigungsnachweis in anderen Mitgliedstaaten im Rahmen dieser Richtlinie als der eines Arztes oder einer Krankenschwester bzw. eines Krankenpflegers für allgemeine Pflege anerkannt wird. ‚фелдшер‘ (‚Feldscher‘) sind daher nicht berechtigt, einen Antrag auf Zulassung in der allgemeinen Gesundheits- und Krankenpflege (als „Diplomierte/r Gesundheits- und Krankenschwester/-pfleger“) zu stellen; sie können jedoch einen Antrag auf Zulassung zur Berufsausübung in der Pflegehilfe einbringen.“